# Grand Theft Auto: The Trilogy – The Definitive Edition
Grand Theft Auto: The Trilogy – The Definitive Edition é uma compilação de três jogos eletrônicos de ação-aventura da série Grand Theft Auto: Grand Theft Auto III (2001), Grand Theft Auto: Vice City (2002) e Grand Theft Auto: San Andreas (2004). Foi desenvolvida pela Grove Street Games e publicada pela Rockstar Games. Todos os três jogos foram remasterizados, com aprimoramentos visuais e atualizações de jogabilidade. Os jogos acontecem em locais diferentes: Grand Theft Auto III segue o protagonista silencioso Claude em Liberty City; Vice City, ambientado em 1986, apresenta o mafioso Tommy Vercetti na titular Vice City; e San Andreas segue o gângster Carl "CJ" Johnson dentro do estado fictício de San Andreas em 1992.
O desenvolvimento de The Definitive Edition durou dois anos e foi focado em manter a aparência e sensação dos jogos originais; o código de física foi copiado dos originais e um programa de inteligência artificial foi usado para aprimorar as texturas automaticamente. A equipe de desenvolvimento estudou as qualidades distintivas dos jogos originais. Eles adicionaram vários efeitos de coloração e iluminação, bem como novos recursos provenientes de Grand Theft Auto V (2013). A equipe consultou os desenvolvedores originais da Rockstar North ao atualizar os designs dos personagens. Antes de seu lançamento, as versões existentes dos três jogos foram retiradas da venda de lojas digitais, o que gerou críticas do público e dos jornalistas; em resposta, a Rockstar restaurou as versões originais na Rockstar Games Launcher.
The Definitive Edition foi lançada para Microsoft Windows, Nintendo Switch, PlayStation 4, PlayStation 5, Xbox One e Xbox Series X/S em 11 de novembro de 2021; versões para dispositivos Android e iOS foram lançadas em 14 de dezembro de 2023 na plataforma de jogos da Netflix. O lançamento do jogo no Windows foi prejudicado por problemas com a Rockstar Games Launcher, tornando-o impossível de jogar por três dias. O jogo recebeu críticas mistas; os críticos elogiaram os seus visuais melhorados, iluminação aprimorada, controles atualizados e novas mecânicas de jogo, mas criticaram seus problemas técnicos, direção de arte e modelos de personagens. O jogo foi sujeito a uma review bombing no Metacritic. A Rockstar se desculpou pelos problemas técnicos e anunciou suas intenções de melhorar o jogo por meio de atualizações.

## Conteúdo

Uma comparação entre Grand Theft Auto III (acima) e The Definitive Edition (abaixo)

Grand Theft Auto: The Trilogy – The Definitive Edition contém três jogos da série Grand Theft Auto: Grand Theft Auto III (2001), Grand Theft Auto: Vice City (2002) e Grand Theft Auto: San Andreas (2004). Eles são jogos de ação-aventura jogados de uma perspectiva em terceira pessoa em que os jogadores completam missões – cenários lineares com objetivos definidos – para progredir na história. Fora das missões, os jogadores podem vagar livremente pelo mundo aberto e têm a capacidade de completar missões secundárias opcionais. Algumas áreas dos jogos são desbloqueadas conforme o jogador avança na história.
Grand Theft Auto III se passa em Liberty City, vagamente baseada na cidade de Nova Iorque; segue um protagonista silencioso, Claude, que é traído e deixado para morrer por sua namorada durante um assalto e embarca em uma busca por vingança que o leva a se envolver em um mundo de crime, drogas, guerra de gangues e corrupção. Vice City está sediado na titular Vice City, baseada na cidade de Miami; se passa em 1986 e segue o mafioso Tommy Vercetti que, após ser libertado da prisão e ser pego em uma emboscada no tráfico de drogas, começa lentamente a construir um império ao tomar o poder de outras organizações criminosas na cidade. San Andreas se passa no estado fictício de San Andreas, que consiste em três cidades principais: Los Santos (com base em Los Angeles), San Fierro (com base em São Francisco) e Las Venturas (com base em Las Vegas), com floresta, deserto e pequenas cidades rurais entre elas; ambientado em 1992, o jogo segue o ex-gângster Carl "CJ" Johnson, que volta para casa após o assassinato de sua mãe e é atraído de volta para sua ex-gangue e uma vida de crime enquanto entra em confronto com autoridades corruptas e criminosos poderosos.
Todos os três títulos foram remasterizados para The Definitive Edition e incluem um sistema de iluminação reconstruído, veículos e modelos de personagens atualizados, novos designs de navegação, HUD, sombras, reflexos e distâncias de renderização aprimorados. Os controles também foram atualizados para corresponder aos de Grand Theft Auto V (2013), e o sistema de checkpoint foi aprimorado para permitir uma reinicialização automática. No Nintendo Switch, o jogo possui mira giroscópica e suporte para tela sensível ao toque. Algumas músicas de estações de rádio e cheats das versões originais dos jogos foram removidas.

## Desenvolvimento
Grand Theft Auto: The Trilogy – The Definitive Edition foi desenvolvida pela Grove Street Games e publicada pela Rockstar Games. A Grove Street Games desenvolveu anteriormente as versões móveis da trilogia, bem como as versões para PlayStation 3 e Xbox 360 de San Andreas. The Definitive Edition esteve em desenvolvimento por dois anos, e foi desenvolvida usando a Unreal Engine 4, um motor de jogo diferente e mais moderno do que a RenderWare, utilizada originalmente nos jogos clássicos. A equipe de desenvolvimento observou que portarem os jogos para esse motor faziam com que eles parecessem "limpos", exigindo que eles realizassem alterações para torná-los mais "sujos" a fim de manter a aparência dos originais. A Rockstar resistiu à tendência de remakes de jogos eletrônicos quando a equipe observou que eles precisavam de uma atenção e cuidado especial, mas no final das contas eles sentiram que uma remasterização era "uma maneira de manter os títulos pela próxima década" sem lidar com a tecnologia desatualizada. Eles notaram que Grand Theft Auto III foi o mais difícil da trilogia para atualizar devido aos assets desatualizados; em comparação, San Andreas foi muito mais fácil, já que o departamento de arte original havia aprendido a tirar proveito do hardware na época.
A equipe queria que The Definitive Edition mantivesse a sensação dos jogos originais; como parte disso, eles copiaram o código de física original. Eles originalmente tentaram reconstruir alguns dos edifícios principais do zero, como as casas dos protagonistas, mas notaram uma discrepância na qualidade em comparação com outros edifícios. Alguns recursos foram melhorados em relação aos jogos originais, enquanto que outros foram reconstruídos do zero. A equipe usou um programa de inteligência artificial (IA) para aprimorar as texturas antes de fazer ajustes manuais; o produtor Rich Rosado estimou que mais de 100 mil texturas foram alteradas. O recurso de navegação adicionado também foi implementado com IA, usando pathfinding e também analisando as rotas tomadas pelos personagens não jogáveis (NPCs), embora exigisse alguns ajustes manuais; a equipe considerou essas implementações como "vitórias fáceis" devido à tecnologia existente. Eles queriam que The Definitive Edition rodasse sem problemas em todas as plataformas, ao mesmo tempo que tirasse vantagem dos hardwares mais atuais.
A equipe estudou todos os três jogos para determinar suas qualidades distintas, como os "neons brilhantes" de Vice City e o céu alaranjado de San Andreas. Eles adicionaram cores dinâmicas que mudam ao longo do dia e corrigiram a localização e o movimento do Sol, da Lua, das estrelas e das nuvens. Eles também alteraram alguns efeitos climáticos, como gotas de chuva e acúmulo de poças e seus reflexos. Enquanto os jogos originais usavam "iluminação cozida" — "iluminação [que] viria do nada porque só precisávamos iluminar a cena" — The Definitive Edition usa a iluminação do céu, o que forçou a equipe a adicionar luzes artificiais para evitar escuridão em alguns locais, como postes de luz em becos. Todas as árvores e folhagens nos jogos, bem como alguns elementos de design de interiores, foram substituídos por assets de qualidade superior de Grand Theft Auto V; a equipe queria que eles se integrassem naturalmente ao ambiente.
Rosado afirmou que "o desafio da arte por si só parecia intransponível desde o início" devido à escala de remasterização de três jogos simultaneamente, particularmente a imensidão de San Andreas. A equipe evitou fazer que os jogos parecessem muito realistas, pois achavam que os personagens — cujos dados de captura de movimento foram codificados para os modelos wireframe caricaturados dos originais — pareceriam deslocados. Eles queriam que os personagens mantivessem sua aparência original, observando que o jogo "deve ser parecido como você se lembra". Eles enfrentaram dificuldades ao trabalhar nos personagens, pois sentiram que adicionar detalhes "onde não havia detalhes antes" poderia entrar em conflito com a "imagem mental" dos designs dos personagens que os jogadores controlavam; a equipe consultou desenvolvedores da Rockstar North, incluindo alguns dos artistas originais dos jogos. Muito do material dos jogos originais — como elementos de áudio, texturas, material de referência e modelos de personagens — não foi encontrado devido à falta de arquivos, já que a equipe de desenvolvimento original "nunca pensou [que] revisitariam esses projetos".

## Lançamento
A existência do jogo foi relatada pela primeira vez em agosto de 2021 pela Kotaku, que alegou que seu desenvolvimento estava sendo liderado pela Rockstar Dundee. As especulações da mídia continuaram em setembro, depois que o Comitê de Administração e Classificação de Jogos da Coreia do Sul deu à trilogia uma classificação etária, e no início de outubro, após uma atualização da Rockstar Games Launcher, dados referentes ao jogo, como logotipos, arte e conquistas foram vazados. A Rockstar anunciou oficialmente a trilogia em 8 de outubro de 2021, coincidindo com o mês do 20º aniversário do lançamento original de Grand Theft Auto III. Ela revelou que a trilogia apresentaria "melhorias gerais... enquanto ainda mantinha a aparência clássica dos originais".
As versões existentes dos três jogos foram removidas das lojas digitais dos consoles e Windows em 13 de outubro de 2021. O público e os jornalistas criticaram a medida, citando preocupações com a preservação dos jogos, a falta de escolha entre as versões e a possível remoção de músicas devido a licenças expiradas, o que ocorreu com relançamentos anteriores. Wesley Yin-Poole, da Eurogamer, classificou a decisão como um "golpe para a preservação dos jogos eletrônicos" e disse que foi ruim para a escolha do jogador. Após o lançamento do jogo, a Rockstar confirmou que as músicas do jogo combinavam com os relançamentos mais recentes da trilogia em 2014, com mais de 30 canções ausentes de Vice City e San Andreas coletivamente. Alguns cheats também foram removidos do jogo porque "não funcionavam bem" na Unreal Engine. Em 19 de novembro, a Rockstar anunciou que as versões originais dos jogos seriam lançadas como um pacote na Rockstar Games Launcher; elas foram entregues gratuitamente aos proprietários de The Definitive Edition em 3 de dezembro, e permanecerão disponíveis com todas as compras do jogo até 30 de junho de 2022.
The Definitive Edition foi lançado para Microsoft Windows, Nintendo Switch, PlayStation 4, PlayStation 5, Xbox One e Xbox Series X/S em 11 de novembro de 2021. Versões físicas para PlayStation 4, Xbox One e Xbox Series X/S foram lançadas em 17 de dezembro, enquanto que o lançamento físico para Switch ocorreu em 11 de fevereiro de 2022; eles foram inicialmente agendados para 7 de dezembro de 2021. A versão para Windows possui suporte para Nvidia DLSS, enquanto que as versões para PlayStation 5 e Xbox Series X/S são exibidas em resolução 4K com até 60 quadros por segundo. As pré-vendas do jogo começaram em 22 de outubro de 2021, junto com o lançamento do primeiro trailer completo e capturas de tela que demonstram as melhorias gráficas. Versões do jogo para Android e iOS foram inicialmente programadas para serem lançadas no primeiro semestre de 2022; em maio de 2022, a empresa controladora da Rockstar, Take-Two Interactive, atualizou a janela de lançamento da versão para celular para o ano fiscal de 2023, que termina em 31 de março de 2023. Em novembro de 2023, foi anunciado as versões mobile pela Netflix, na sua plataforma "Netflix Games", com lançamento previsto para 14 de novembro de 2023.
O jogo deveria ser lançado em 11 de novembro às 10h do horário padrão do Leste (UTC−05:00) e às 12h no horário de Brasília (UTC−3), mas um erro na PlayStation Store fez com que as pré-compras fossem desbloqueadas ao horário local de meia-noite, garantindo aos jogadores na Austrália e na Nova Zelândia acesso mais de 24 horas antes do planejado no PlayStation 4 e PlayStation 5. O jogo digital foi temporariamente removido da PlayStation Store nesse ínterim. Após o lançamento do jogo, a Rockstar Games Launcher ficou indisponível por um período de aproximadamente 28 horas para "manutenção", tornando a compra ou o acesso ao título impossibilitado no Windows; o jogo permaneceu indisponível depois que o Launcher foi restaurado, enquanto a Rockstar removia "arquivos incluídos acidentalmente" no jogo. Com base em informações descobertas por mineradores de dados, os jornalistas sugeriram que esses arquivos incluem as canções removidas das estações de rádio, notas escondidas de desenvolvedores e o controverso minijogo Hot Coffee de San Andreas. Após três dias de indisponibilidade, a versão de Windows foi restaurada em 14 de novembro. Em 19 de novembro de 2021, a Rockstar anunciou que trabalharia para consertar e melhorar o jogo por meio de atualizações, a primeira das quais foi lançada no dia seguinte.

## Recepção

### Resposta da crítica
As versões de The Definitive Edition para PlayStation 5 e Xbox Series X/S receberam "críticas mistas ou médias", enquanto que as versões para Microsoft Windows e Nintendo Switch receberam "críticas geralmente desfavoráveis", de acordo com o agregador de resenhas Metacritic. Os críticos não receberam cópias do jogo antes do seu lançamento, levando a um atraso na publicação das reviews. Jordan Middler, do Video Games Chronicle, descreveu a coleção como "longe de ser 'definitiva'", e Chris Shive, da Hardcore Gamer, escreveu que "esses jogos são todos obras-primas e, como tal, merecem uma coleção melhor do que esta". Justin Clark, da GameSpot, ficou confuso sobre por que a Rockstar Games, conhecida por seus jogos detalhados como Red Dead Redemption 2 (2018), publicaria uma remasterização "que transforma seus jogos mais icônicos em shovelware de loja de aplicativos". Jerome Joffard, da Jeuxvideo.com, sentiu que cada jogo manteve seu charme original e sensação de liberdade.
Dan Roemer, da Destructoid, escreveu que os visuais atualizados "parecem bastante sólidos", elogiando particularmente os sinais de néon de Vice City. Christopher J. Teuton, da Screen Rant, disse que os jogos "parecem melhores aqui do que nunca", excluindo mods, embora tenha notado que o aumento da distância de visão em San Andreas fez com que o mapa parecesse mais simples e menor. Vários críticos ecoaram o último sentimento; Middler, do Video Games Chronicle, disse que "parece ser algo que você nunca deveria ver", e Tristan Ogilvie, da IGN, escreveu que isso "destrói completamente a ilusão convincente de escala". Zack Zwiezen, da Kotaku, descreveu os gráficos melhorados como "às vezes impressionantes e perturbadores", elogiando as melhorias e acréscimos de árvores e folhagens, mas notando algumas texturas quebradas ou em escala incorreta. Josh Wise, da VideoGamer.com, observou que as distâncias de visão aprimoradas e a iluminação removiam o clima mais sujo dos originais, com Grand Theft Auto III e San Andreas perdendo a sensação de "escuridão verde-acinzentada" e a "névoa tingida de cerveja", respectivamente. Clark, da GameSpot, ecoou esse sentimento e enfatizou a importância da direção de arte, observando que o humor e a personalidade dos jogos, cidades e personagens foram perdidos em grande parte.
Joffard, da Jeuxvideo.com, sentiu que o sistema de iluminação aprimorado destaca os temas de cada jogo: a atmosfera mais escura de Grand Theft Auto III, as cores brilhantes de Vice City e as estradas empoeiradas de San Andreas. Sam Machkovech, da Ars Technica, nomeou a iluminação como a "melhor parte" do jogo, e Middler, do Video Games Chronicle, sentiu que "captura a vibração perfeitamente", especialmente em Vice City, embora tenha notado que a luz do sol ocasionalmente era muito forte. Jordan Olomon, da NME, escreveu que os efeitos de iluminação aprimorados "dão a sensação de como você imaginava esses jogos quando era criança". Ogilvie, da IGN, achou que a iluminação era inconsistente, apreciando as luzes de néon de Vice City e os reflexos gerais em carros e poças, mas criticando as sombras intensas e os efeitos de chuva perturbadores; Keza MacDonald, do The Guardian, chamou os efeitos da chuva de "tão feios que eles obscurecem sua visão", e Clark, da GameSpot, disse que eles tornam os jogos "virtualmente impossíveis de jogar". Vários críticos notaram que as mudanças de iluminação muitas vezes tornavam as cenas muito escuras.

Os modelos de personagens atualizados (à direita) receberam respostas mistas dos críticos, e contribuíram para uma reação negativa dos jogadores.

Os críticos elogiaram a adição de checkpoints nas missões, roda de armas e navegação do mapa, e os controles de tiro aprimorados, que muitos achavam que tornavam os jogos mais fáceis e agradáveis. Por outro lado, enquanto Ogilvie, da IGN, gostou da adição da navegação do mapa, ele notou algumas inconsistências ao tentar colocar um ponto de marcação personalizado no mapa durante uma missão; ele também sentiu que os checkpoints das missões permaneceram muito implacáveis e descobriu que a seleção automática de alvos era inconsistente nos três jogos, com San Andreas tendo um desempenho melhor do que os outros. Roemer, da Destructoid, achou o combate desapontadoramente semelhante aos jogos originais, chamando-o de "incrivelmente áspero e implacável às vezes". Teuton, da Screen Rant, criticou a remoção dos ângulos de câmera cinematográficos e de cima para baixo de Grand Theft Auto III. Shive, da Hardcore Gamer, ficou desapontado com a remoção de algumas músicas e questionou a remoção da bandeira dos Confederados da roupa de um personagem. Joffard, da Jeuxvideo.com, criticou a remoção do modo de dois jogadores de San Andreas.
Os designs de personagens atualizados receberam respostas mistas. Machkovech, da Ars Technica, escreveu que eles "geralmente brilham" em comparação com os originais, embora tenha notado que alguns "parecem muito ruins". Da mesma forma, Ogilvie, da IGN, opinou que os designs apenas ocasionalmente distraem durante as cenas. Shive, da Hardcore Gamer, gostou do novo modelo do personagem Claude, mas sentiu que Tommy parecia "muito jovem" e alguns modelos de personagens não-jogáveis (NPCs) "parecem horríveis abominações mutantes". Olomon, da NME, descreveu os modelos como "completamente ridículos". Joffard, da Jeuxvideo.com, sentiu que os desenhos animados dos novos modelos de personagens sobrepunham negativamente as mudanças gráficas realistas, fazendo com que vários personagens perdessem um pouco de sua personalidade e carisma; Middler, do Video Games Chronicle, concordou, observando que "não parece que todo personagem recebeu o cuidado e atenção que merece". Cameron Kunzelman, da Polygon, e Roemer, da Destructoid, criticaram o modelo atualizado de Tommy, descrevendo-o como um "boneco da G.I. Joe" e "um boneco do Ken inchado", respectivamente. Clark, da GameSpot, chamou os modelos de personagens de "absolutamente hediondos".
Diversos revisores disseram que encontraram falhas técnicas e travamentos. MacDonald, do The Guardian, escreveu que as "remasterizações parecem menos estáveis" do que os jogos originais; Teuton, da Screen Rant, considerou Vice City o mais instável dos três jogos. Machkovech, da Ars Technica, sentiu que o jogo não tirava proveito do hardware avançado como o Xbox Series X e criticou o high dynamic range (HDR) "malfeito". Sammy Barker, da Push Square, notou quedas significativas na taxa de quadros na versão para PlayStation 5. A versão de Nintendo Switch do jogo foi particularmente criticada por suas falhas técnicas; PJ O'Reilly, da Nintendo Life, criticou os controles de tiro desajeitados, quedas frequentes na taxa de quadros e alguns dos designs de personagens, embora tenha gostado da atualização gráfica do mundo e iluminação, especialmente em Vice City. Middler, do Video Games Chronicle, criticou as texturas de baixa qualidade do Switch e resolução de tela inferior em comparação com outras plataformas. Machkovech, da Ars Technica, criticou o preço e os problemas de taxa de quadros do jogo, e notou que ele experimentou pelo menos uma falha de hardware em todos os três jogos.

### Resposta do público
O jogo foi um objeto de review bombing no Metacritic, resultando em uma nota de revisão do usuário de 0,4/10, estando entre os mais baixos do site. Jornalistas notaram que algumas análises de usuários citaram uma aversão ao estilo de arte do jogo e a falta de cópias antecipadas enviadas para revisão, com vários reembolsos exigentes. Alguns jornalistas notaram uma reação geral dos jogadores devido à aparência incomum de alguns modelos de personagens atualizados, erros textuais nas superfícies do jogo, problemas relacionados ao aumento da distância de visão e falhas de modelo e física. Após críticas, mods foram criados para melhorar a chuva do jogo e restaurar o conteúdo removido.

### Resposta da desenvolvedora
Em resposta à recepção negativa do jogo, o CEO da Grove Street Games, Thomas Williamson, disse que estava "curtindo esse nível incomparável de confusão de sentimentos em nosso estúdio". Em 19 de novembro de 2021, a Rockstar se desculpou pelos problemas técnicos e relatou que membros da equipe de desenvolvimento foram assediados on-line; ela exortou sua comunidade a "manter um discurso respeitoso e civilizado". Em janeiro de 2022, Strauss Zelnick, CEO da empresa controladora da Rockstar, Take-Two Interactive, disse que o jogo teve uma "falha" no lançamento que já foi resolvida e comentou que o título teve um desempenho "ótimo para a empresa"; alguns jornalistas sentiram que o comentário foi uma tentativa de minimizar os principais problemas do lançamento. No mês seguinte, Zelnick reiterou que o jogo "definitivamente teve alguns problemas de qualidade" e a empresa "ficou aquém", mas observou que os problemas estavam sendo resolvidos.

### Vendas
No Reino Unido, The Definitive Edition foi o oitavo jogo mais vendido em novembro de 2021, e o 20.º mais vendido em dezembro; o gráfico combina vendas físicas e digitais para consoles, embora o jogo só estivesse disponível digitalmente em novembro. Após seu lançamento físico, a compilação ficou em sexto lugar nas paradas semanais do Reino Unido; 67 por cento das cópias vendidas foram para PlayStation 4, com o restante no Xbox. Em sua segunda semana, a versão física caiu para 23.º depois que as vendas caíram 70%, e saiu dos 40 primeiros colocados em vendas na semana seguinte. Na PlayStation Store em novembro de 2021, o jogo foi o terceiro título de PlayStation 5 mais vendido na Europa e América do Norte; foi o sexto mais vendido para PlayStation 4 na América do Norte e o oitavo na Europa. Em dezembro, foi o 20.º jogo de PlayStation 5 mais vendido na Europa, e ficou em 17.º na região no ano geral.
Jornalistas estimaram que o jogo poderia ter vendido aproximadamente dez milhões de cópias até dezembro de 2021. Em fevereiro de 2022, Zelnick disse que as vendas superaram as expectativas e a empresa se sentiu "muito bem com o desempenho comercial do título", embora o analista Michael Pachter, da Wedbush Securities, tenha dito que "todo mundo sabia que [ele] teria um desempenho inferior".